# Lehigh (Oklahoma)
Lehigh – miasto w Stanach Zjednoczonych, w stanie Oklahoma, w hrabstwie Coal.